# 40. Berlini Nemzetközi Filmfesztivál
A 40. Berlini Nemzetközi Filmfesztivál 1990. február 9. és 20. között került megrendezésre, a nyitófilm Herbert Rosstól az Acélmagnóliák volt. Az Arany Medve díjat Costa-Gavras filmje, a Music Box és Jiří Menzel 1969-es, betiltott filmje, a Pacsirták cérnaszálon nyerte. A fesztivál retrospektív programját az 1945-ben megjelent filmeknek és a fesztivál 40 éve alatt bemutatott, kiemelkedő produkcióknak szánták.

## Zsűri
Az alábbi emberek voltak a fesztivál zsűrijének tagjai:
- Michael Ballhaus, nyugat-német vezető operatőr – Zsűrielnök
- Margaret Ménégoz, francia producer – Társelnök
- Vadim Abdrashitov, szovjet filmkészítő
- Suzana Amaral, brazil filmkészítő
- Steven Bach, amerikai író és producer
- Roberto Benigni, olasz színész és filmkészítő
- Gyarmathy Lívia, magyar rendező és forgatókönyvíró
- Helke Misselwitz, kelet-német filmkészítő
- Otto Sander, nyugat-német színész
- Stephen Silverman, amerikai színész
- Rita Tushingham, brit színésznő

## A fesztivál programja

### Versenyben lévő filmek
Az alábbi filmek voltak versenyben az Arany Medve- és az Ezüst Medve-díjakért:
| Magyar cím               | Eredeti cím                | Rendező             | Ország                                        |
| ------------------------ | -------------------------- | ------------------- | --------------------------------------------- |
| Angyalok                 | Los ángeles                | Jacob Berger        | Spanyolország, Franciaország, Svájc, Belgium  |
| Végelgyengülés           | Астенический синдром       | Kira Muratova       | Szovjetunió                                   |
| Ben ming nian            | 本命年                     | Xie Fei             | Kína                                          |
| Született július 4-én    | Born on the Fourth of July | Oliver Stone        | Amerikai Egyesült Államok                     |
| Coming Out               | Coming Out                 | Heiner Carow        | Kelet-Németország                             |
| Miss Daisy sofőrje       | Driving Miss Daisy         | Bruce Beresford     | Amerikai Egyesült Államok                     |
| A szolgálólány meséje    | A szolgálólány meséje      | Volker Schlöndorff  | Amerikai Egyesült Államok, Nyugat-Németország |
| Herzlich willkommen      | Herzlich willkommen        | Hark Bohm           | Nyugat-Németország                            |
| Karaul                   | Караул                     | Aleksandr Rogozhkin | Szovjetunió                                   |
| Pacsirták cérnaszálon    | Skřivánci na niti          | Jiří Menzel         | Csehszlovákia                                 |
| Music Box                | Music Box                  | Costa-Gavras        | Amerikai Egyesült Államok                     |
| A rémes lány             | Das schreckliche Mädchen   | Michael Verhoeven   | Nyugat-Németország                            |
| Les noces de papier      | Les noces de papier        | Michel Brault       | Kanada                                        |
| Fat Man és Little Boy    | Fat Man and Little Boy     | Roland Joffé        | Amerikai Egyesült Államok                     |
| Il segreto               | Il segreto                 | Francesco Maselli   | Olaszország                                   |
| A halálraítélt           | A halálraítélt             | Zsombolyai János    | Magyarország                                  |
| Silent Scream            | Silent Scream              | David Hayman        | Egyesült Királyság                            |
| Téli háború              | Talvisota                  | Pekka Parikka       | Finnország                                    |
| La vengeance d'une femme | La vengeance d'une femme   | Jacques Doillon     | Franciaország                                 |
| Kötözz meg és ölelj!     | ¡Átame!                    | Pedro Almodóvar     | Spanyolország                                 |
| A rózsák háborúja        | The War of the Roses       | Danny DeVito        | Amerikai Egyesült Államok                     |

### Versenyen kívül
- 300 mérföld az égig (300 mil do nieba) – Maciej Dejczer (Lengyelország)
- Végzetes érdekek (Everybody Wins) – Karel Reisz (Amerikai Egyesült Államok, Egyesült Királyság)
- Bűnök és vétkek (Crimes and Misdemeanors) – Woody Allen (Amerikai Egyesült Államok)
- Acélmagnóliák (Steel Magnolias) – Herbert Ross (Amerikai Egyesült Államok)
- Ősi harcos (A Terra-Cotta Warrior) – Ching Siu-tung (Hongkong)
- Tavaszi mese (Conte de printemps) – Éric Rohmer (Franciaország)
- Resan till Melonia – Per Åhlin (Svédország)
- A kő nyoma (Spur der Steine) – Frank Beyer (Kelet-Németország)

### Retrospektív
Az alábbi filmeket vetítették a "The Year 1945" című retrospektív programban:
| Magyar cím                                 | Eredeti cím                                | Rendező                                                 | Ország                                        |
| ------------------------------------------ | ------------------------------------------ | ------------------------------------------------------- | --------------------------------------------- |
| A Defeated People                          | A Defeated People                          | Humphrey Jennings                                       | Egyesült Királyság                            |
| A Diary for Timothy                        | A Diary for Timothy                        | Humphrey Jennings                                       | Egyesült Királyság                            |
| Egy fa nő Brooklynban                      | A Tree Grows in Brooklyn                   | Elia Kazan                                              | Amerikai Egyesült Államok                     |
| Fall of Berlin – 1945                      | Берлин Berlin                              | Yuli Raizman                                            | Szovjetunió                                   |
| Bilder aus deutschen Städten               | Bilder aus deutschen Städten               | (ismeretlen rendező)                                    | Németország                                   |
| Késői találkozás                           | Brief Encounter                            | David Lean                                              | Egyesült Királyság                            |
| Tragikus hajsza                            | Caccia tragica                             | Giuseppe De Santis                                      | Olaszország                                   |
| A 217-es deportált                         | Человек No. 217 Chelovek No. 217           | Mikhail Romm                                            | Szovjetunió                                   |
| Die Deutsche Wochenschau aus dem Jahr 1945 | Die Deutsche Wochenschau aus dem Jahr 1945 | Josef von Báky                                          | Németország                                   |
| Die Nacht der Zwölf                        | Die Nacht der Zwölf                        | Hans Schweikart                                         | Németország                                   |
| Die Todesmühlen                            | Die Todesmühlen                            | Hanuš Burger                                            | Németország                                   |
| Fahrt ins Glück                            | Fahrt ins Glück                            | Erich Engel                                             | Németország                                   |
| A múlt angyala                             | Fallen Angel                               | Otto Preminger                                          | Amerikai Egyesült Államok                     |
| Németország a nulladik évben               | Germania anno zero                         | Roberto Rossellini                                      | Olaszország                                   |
| Giorni di gloria                           | Giorni di gloria                           | Luchino Visconti, Giuseppe De Santis, Marcello Pagliero | Olaszország                                   |
| Große Freiheit Nr. 7                       | Große Freiheit Nr. 7                       | Helmut Käutner                                          | Németország                                   |
| Hachi no su no kodomotachi                 | 蜂の巣の子供たち                           | Hiroshi Shimizu                                         | Japán                                         |
| V. Henry                                   | Henry V                                    | Laurence Olivier                                        | Egyesült Királyság                            |
| Here Is Germany                            | Here Is Germany                            | Frank Capra                                             | Amerikai Egyesült Államok                     |
| Hitler Lives                               | Hitler Lives                               | Don Siegel                                              | Amerikai Egyesült Államok                     |
| Hollywood Victory Caravan                  | Hollywood Victory Caravan                  | William D. Russell                                      | Amerikai Egyesült Államok                     |
| Honger                                     | Honger                                     | Rudi Hornecker                                          | Hollandia                                     |
| Hotel Berlin                               | Hotel Berlin                               | Peter Godfrey                                           | Amerikai Egyesült Államok                     |
| Il bandito                                 | Il bandito                                 | Alberto Lattuada                                        | Olaszország                                   |
| Rettegett Iván                             | Иван Грозный                               | Sergei Eisenstein                                       | Szovjetunió                                   |
| Josei no shôri                             | 女性の勝利                                 | Kenji Mizoguchi                                         | Japán                                         |
| Kolberg                                    | Kolberg                                    | Veit Harlan                                             | Németország                                   |
| Harc a sínekért                            | La Bataille du rail                        | René Clément                                            | Franciaország                                 |
| Lapin tuho                                 | Lapin tuho                                 | Brita Wrede                                             | Finnország                                    |
| Le 6 juin à l'aube                         | Le 6 juin à l'aube                         | Jean Grémillon                                          | Franciaország                                 |
| Le Retour                                  | Le Retour                                  | Henri Cartier-Bresson                                   | Franciaország                                 |
| A Bois de Boulogne hölgyei                 | Les Dames du Bois de Boulogne              | Robert Bresson                                          | Franciaország                                 |
| Szerelmek városa                           | Les Enfants du Paradis                     | Marcel Carné                                            | Franciaország                                 |
| Az elátkozott hajó                         | Les Maudits                                | René Clément                                            | Franciaország                                 |
| Let There Be Light                         | Let There Be Light                         | John Huston                                             | Amerikai Egyesült Államok                     |
| Mathilde Möhring                           | Mathilde Möhring                           | Rolf Hansen                                             | Németország                                   |
| Meitô bijomaru                             | 名刀美女丸                                 | Kenji Mizoguchi                                         | Japán                                         |
| Mildred Pierce                             | Mildred Pierce                             | Kertész Mihály                                          | Amerikai Egyesült Államok                     |
| Ninocska                                   | Ninotchka                                  | Ernst Lubitsch                                          | Amerikai Egyesült Államok                     |
| Célpont: Burma                             | Objective, Burma!                          | Raoul Walsh                                             | Amerikai Egyesült Államok                     |
| Róma, nyílt város                          | Roma città aperta                          | Roberto Rossellini                                      | Olaszország                                   |
| San Francisco                              | San Francisco                              | Willard Van Dyke                                        | Amerikai Egyesült Államok                     |
| Vörös utca                                 | Scarlet Street                             | Fritz Lang                                              | Amerikai Egyesült Államok                     |
| The Battle of San Pietro                   | The Battle of San Pietro                   | John Huston                                             | Amerikai Egyesült Államok                     |
| Ház a 92. utcában                          | The House on 92nd Street                   | Henry Hathaway                                          | Amerikai Egyesült Államok                     |
| Utolsó pillanat                            | Die letzte Chance                          | Leopold Lindtberg                                       | Svájc                                         |
| Férfiszenvedély                            | The Lost Weekend                           | Billy Wilder                                            | Amerikai Egyesült Államok                     |
| G.I. Joe története                         | The Story of G.I. Joe                      | William A. Wellman                                      | Amerikai Egyesült Államok                     |
| Az óra körbejár                            | The Stranger                               | Orson Welles                                            | Amerikai Egyesült Államok                     |
| Így történt                                | The True Glory                             | Garson Kanin, Carol Reed                                | Egyesült Királyság, Amerikai Egyesült Államok |
| Felhasználhatóak voltak                    | They Were Expendable                       | John Ford                                               | Amerikai Egyesült Államok                     |
| A mélység birodalma                        | Tiefland                                   | Leni Riefenstahl                                        | Nyugat-Németország                            |
| Tora no o wo fumu otoko-tachi              | 虎の尾を踏む男達                           | Kuroszava Akira                                         | Japán                                         |
| Hymn of the Nations                        | Hymn of the Nations                        | Alexander Hammid                                        | Amerikai Egyesült Államok                     |
| To the Shores of Iwo Jima                  | To the Shores of Iwo Jima                  | (ismeretlen rendező)                                    | Amerikai Egyesült Államok                     |
| Tva människor                              | Tva människor                              | Carl Theodor Dreyer                                     | Svédország                                    |
| Two Down and One to Go                     | Two Down and One to Go                     | Frank Capra                                             | Amerikai Egyesült Államok                     |
| Hidak alatt                                | Unter den Brücken                          | Helmut Käutner                                          | Németország                                   |
| Valahol Európában                          | Valahol Európában                          | Radványi Géza                                           | Magyarország                                  |
| Via Mala                                   | Via Mala                                   | Josef von Báky                                          | Németország                                   |
| Találkozás az Elbán                        | Встреча на Эльбе                           | Grigori Aleksandrov, Aleksey Utkin                      | Szovjetunió                                   |
| A háború eléri Amerikát                    | War Comes to America                       | Frank Capra, Anatole Litvak                             | Amerikai Egyesült Államok                     |
| Zaglada Berlina                            | Zaglada Berlina                            | Jerzy Bossak                                            | Lengyelország                                 |

## Győztesek
- Arany Medve:
  - Music Box (Costa-Gavras)
  - Pacsirták cérnaszálon (Jiří Menzel)
- Zsűri Nagydíja: Végelgyengülés (Kira Muratova)
- Ezüst Medve díj a legjobb rendezőnek: Michael Verhoeven (A rémes lány)
- Ezüst Medve díj a legjobb páros alakításnak: Jessica Tandy, Morgan Freeman
- Ezüst Medve díj a legjobb színésznek: Iain Glen (Silent Scream)
- Ezüst Medve díj egyedülálló teljesítményért: Ben ming nian (Xie Fei)
- Ezüst Medve díj a kiemelkedő művészi teljesítményért: Coming Out
- Alfred Bauer-díj: Karaul
- FIPRESCI-díj
  - Karaul (Aleksandr Rogozhkin)

## Fordítás
- Ez a szócikk részben vagy egészben  a(z)   40th Berlin International Film Festival című angol Wikipédia-szócikk fordításán alapul.  Az eredeti cikk szerkesztőit annak laptörténete sorolja fel. Ez a jelzés csupán a megfogalmazás eredetét és a szerzői jogokat jelzi, nem szolgál a cikkben szereplő információk forrásmegjelöléseként.